# Leone Tommasi
Leone Tommasi (Pietrasanta, 23 juillet 1903 - 5 mars 1965) est un peintre et un sculpteur italien à qui l’on doit  la reconnaissance du travail artistique du marbre dans sa ville natale.

## Biographie

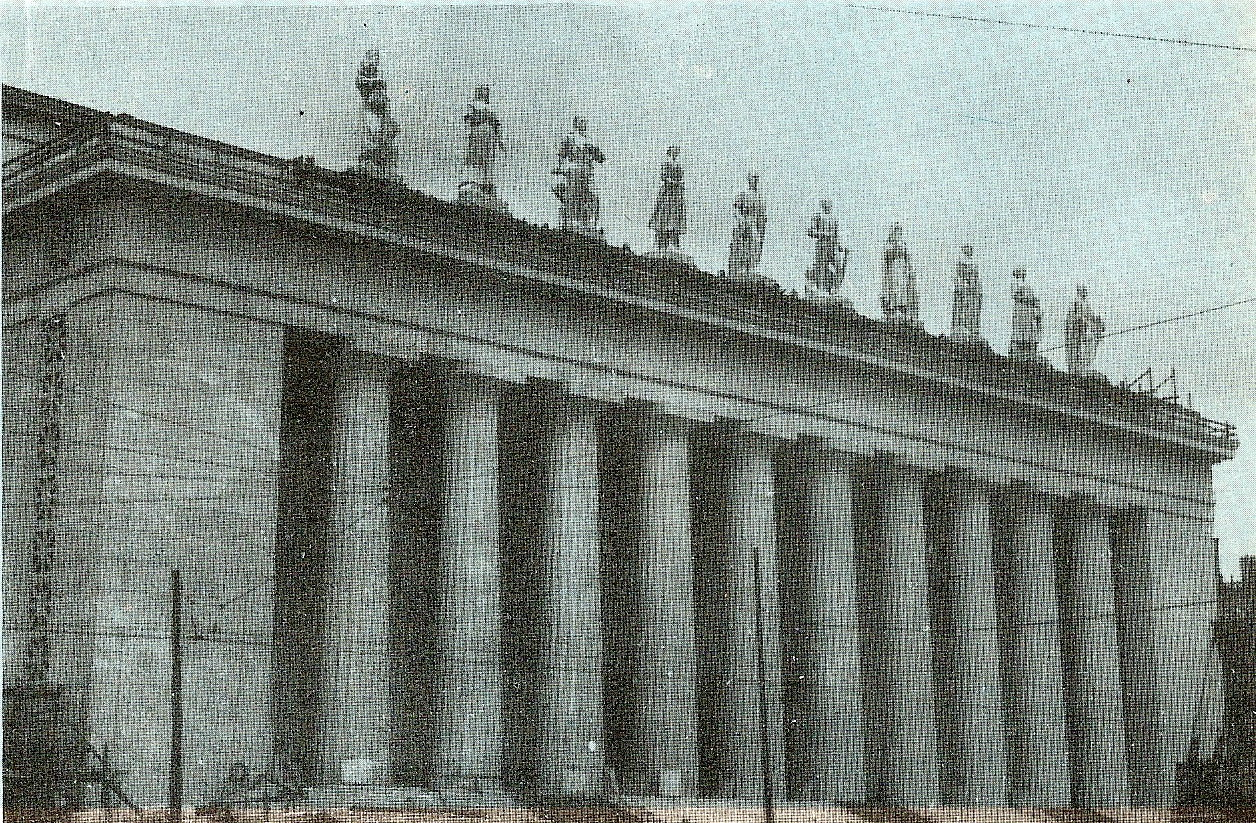
Siège de la défunte Fondation Eva Perón en 1950 (aujourd'hui, la Faculté d'Ingénierie de l'Université de Buenos Aires), avec les dix statues conçues par Leone Tommasi

Leone Tommasi naquit à Pietrasanta, en Italie, et c’est là qu’il passa la plus grande partie de sa vie. Il commença par étudier à l'Académie des Beaux-Arts de Rome puis celle de Brera à Milan, où il passa son diplôme sous la direction d'Achille Alberti.
Pendant 20 ans il fut professeur à la Scuola di Belle Arti de Pietrasanta. Bien qu'il se fût longuement consacré à la sculpture, il était un peintre remarquable et on le considérait comme le plus grand aquarelliste de son époque
Entre 1950 et 1954 il voyagea en Argentine pour réaliser les dix grandes statues qui représentaient les « descamisados » que l’on plaça en haut de la façade de la Fondation Eva Perón et les statues que l’on projetait consacrées à Juan Domingo Perón et Evita. La statue de Perón avait été conçue pour mesurer 62 mètres, mais elle ne fut jamais achevée. Quand se produisit le coup d'État militaire qui renversa le président Juan Perón en 1955, les statues furent détruites par les putschistes et jetées dans le río Matanza-Riachuelo (es). En 1996 le président Carlos Menem fit rechercher les statues au fond de la rivière ; on en retrouva trois qui ornent actuellement la quinta de San Vicente où ont été déposés les restes de Juan Domingo Perón. 
C’est grâce à Tommasi que Pietrasanta a commencé à être un grand centre pour les principaux artistes du marbre. C’est pourquoi on l’a surnommée la petite Athènes.

## Quelques-unes de ses œuvres
- Trois statues de marbre qui font partie de celle de Perón, Quinta de San Vicente, San Vicente, province de Buenos Aires, Argentine
- Six Symphonies de Beethoven, marbre, Jardin botanique de Buenos Aires
- Saint Jean, bronze, Cathédrale d’Adélaïde (Australie).
- Simón Bolívar, bronze équestre, à Santa Marta en Colombie.